# István Kertész
István Kertész (Budapest, Hungría, 28 de agosto de 1929-Herzliya, Israel, 16 de abril de 1973) fue un director de orquesta húngaro de relevancia internacional. Perteneciente a la gran tradición húngara de directores como Eugene Ormandy, George Szell y Georg Solti, sus grabaciones de sinfonías de Dvořák y obras de Bartók se consideran referenciales.

## Biografía y carrera artística
Kertész nació en Budapest, en una familia de origen judío. Desde los seis años comenzó a practicar el violín y el piano, y a escribir pequeñas composiciones. Tras el final de la Segunda Guerra Mundial reemprendió sus estudios musicales, para ingresar, finalmente, en 1947 en la Academia de Música Ferenc Liszt, donde estudió violín, piano y composición con Zoltán Kodály y Leó Weiner. Pronto se despertó su interés por la dirección de orquesta, disciplina que estudió con János Ferencsik. Tras terminar sus estudios fue contratado para dirigir en Győr entre 1953 y 1955, y en la ópera de Budapest de 1955 a 1957. Tras el fracaso de la Revolución húngara de 1956 abandonó Hungría con su familia estableciéndose en Roma, donde estudió con Fernando Previtali en la Academia Nacional de Santa Cecilia. A continuación consiguió contratos para dirigir en Hamburgo, Wiesbaden y Hanover. 
En 1960 fue nombrado director general de Música en la ópera de Augsburgo, donde empezó a ser conocido por sus interpretaciones de las óperas de Mozart. Fue invitado a dirigir El rapto en el Serrallo en el Festival de Salzburgo en 1961 y 1962, regresando en 1963 con La flauta mágica. En esos años se presenta como director con la Filarmónica de Viena y la Filarmónica de Berlín. En 1962 dirigió por primera vez a la Orquesta Filarmónica de Israel, en un concierto en Tel Aviv.
Desde 1964 fue director principal de la Ópera de Colonia, donde dirigió la primera representación en Alemania de Billy Budd,  de Britten. Entre 1965 y 1968 fue el director titular de la Orquesta Sinfónica de Londres, con la que realizó numerosas grabaciones discográficas, entre las que destaca la integral sinfónica de Dvořák, incluyendo la primera grabación completa de la Primera sinfonía.
En 1973 fue nombrado director principal de la Orquesta Sinfónica de Bamberg. Poco después, el 16 de abril, durante una gira de conciertos en Israel, Kertész murió ahogado mientras nadaba en la costa cerca de Herzliya. En esas fechas estaba concluyendo una grabación de las sinfonías y obras orquestales de Brahms con la Filarmónica de Viena. En homenaje a Kertész, la Orquesta concluyó la grabación de las Variaciones sobre un tema de Haydn actuando sin director.
Kertész estaba casado con la soprano Edith Kertész-Gabry, con quien tuvo tres hijos, Gábor, Péter y Kathrin.

## Interpretaciones y grabaciones
Kertész fue un intérprete objetivo, que prestaba más atención al sonido y la musicalidad que a la imaginación y la originalidad en la interpretación. Mostró una afinidad especial con la música operística y orquestal de Mozart, aparte de la de Bartók, Stravinsky y Britten. Entre sus numerosas grabaciones operísticas destacan la interpretación, sin superar durante mucho tiempo, de El castillo de Barbazul, de Bartók, y la primera grabación occidental completa de Háry János, de Zoltán Kodály. También fue el primero en grabar completa La clemencia de Tito, de Mozart. En el ámbito sinfónico destaca fundamentalmente la grabación completa de las sinfonías y obras orquestales de Dvořák, con la Sinfónica de Londres, así como los ciclos sinfónicos completos de Brahms y Schubert, con la Filarmónica de Viena.

### Selección de gabaciones
- Bartók: El castillo de Barbazul / Sinfónica de Londres / Ludwig - Berry (1965)
- Bartók: Concierto para piano n.º 3 / Sinfónica de Londres / Katchen (1965)
- Brahms: Sinfonías 1 - 4 / Filarmónica de Viena (1964 - 1973)
- Donizetti: Don Pasquale / Ópera Estatal de Viena / Corena - Sciutti - Krause (1964)
- Dvořák: Sinfonías, oberturas, poemas sinfónicos y obras orquestales / Sinfónica de Londres (1963 - 1970)
- Dvořák: Requiem / Sinfónica de Londres / Lorengar - Krause (1968)
- Kodály: Háry János / Sinfónica de Londres (1968)
- Kodály: Psalmus Hungaricus / Sinfónica de Londres (1970)
- Mozart: La clemencia de Tito / Berganza - Fassbaender - Popp / Ópera Estatal de Viena (1967)
- Shostakóvich : Sinfonía n.º 5 / Orquesta de la Suisse Romande (1962)
- Schubert: Sinfonías 1 - 9 / Filarmónica de Viena (1962 - 1971)
- Smetana: Obertura de La novia vendida - El Moldava / Filarmónica de Israel (1962)